# Carmes de Marie Immaculée
Les Carmes de Marie Immaculée (en latin Congregatio Fratrum Carmelitarum B.V. Mariae Immaculatae) est une congrégation cléricale syro-malabare de droit pontifical. C'est le premier institut religieux catholique fondé en Inde.

## Historique
Thomas Malpan et Thomas Porukara, prêtres de l'Église catholique syro-malabare, désireux de mener une vie religieuse commune, se tournent vers le vicaire apostolique de Malabar, Maurilio Stabellini, de l'ordre des Carmes déchaux. En 1831, Mgr Stabellini érige pour eux un couvent à Mannamam près de Kottayam, et l'année suivante, un séminaire est annexée à la maison.
Kuriakose Elias Chavara rejoint bientôt la communauté, il est choisi comme premier supérieur et considéré comme le fondateur de la congrégation. Ils adoptent un habit religieux et un mode de vie inspiré de ceux des carmes déchaux. Le 8 décembre 1855, les onze premiers aspirant prononcent leurs vœux selon la règle du Carmel entre les mains de Marcellin Berardi, carme déchaux et vicaire apostolique de Verapoly (en) sous le nom de serviteurs de Marie Immaculée. En 1846, ils ouvrent la première maison d'impression en langue tamoul.
La congrégation est agrégée aux carmes déchaux en 1860 sous le nom de troisième ordre des carmes déchaux (TOCD), ses constitutions sont définitivement approuvées par la congrégation pour la propagation de la foi le 12 mars 1906. En 1958, le nom actuellement est adopté, et l'institut est reconnu de droit pontifical en 1967 par le pape Paul VI.

## Activités et diffusion
Les religieux sont essentiellement contemplatifs mais aussi dédiés à diverses œuvres d'apostolat principalement vers les catholiques de rite syro-malabar. 
Ils sont présents en :
- Europe : Allemagne, Autriche, Belgique, France, Italie, Irlande, Pays-Bas, Royaume-Uni, Suède.
- Amérique : Argentine, Canada, États-Unis, Équateur, Pérou.
- Asie : Émirats arabes unis, Inde, Israël, Philippines.
- Afrique : Afrique du Sud, Ghana, Kenya, Madagascar, Namibie, Tanzanie.
- Océanie : Australie, Nouvelle-Zélande, Papouasie-Nouvelle-Guinée.

En 2014, la congrégation comptait 2485 religieux dont 1793 prêtres dans 374 maisons.

## Source
- (it) Cet article est partiellement ou en totalité issu de l’article de Wikipédia en italien intitulé « Carmelitani della Beata Vergine Maria Immacolata » (voir la liste des auteurs).